# Be 元気＜成せば成るっ!＞
「Be 元気＜成せば成るっ!＞」（ビー げんき なせばなるっ!）は、Berryz工房の28枚目のシングル。2012年3月21日にアップフロントワークス（PICCOLO TOWNレーベル）から発売された。

## 概要
初回限定盤A・B・C、通常盤の4形態で発売。初回限定盤A・BはCD＋DVD、初回限定盤Cと通常盤はCDのみ。初回生産限定盤A・B・Cにはイベント抽選シリアルナンバーカードが封入されている。
ミュージック・ビデオは、神奈川県横浜市西区にあるみなとみらい21で撮影された。
センターは夏焼雅。メインボーカルは夏焼雅、菅谷梨沙子。

## 収録曲
全作詞・作曲：つんく
1. Be 元気＜成せば成るっ!＞ [4:08]
編曲：平田祥一郎
2. もう、子供じゃない私なのに… [3:59]
編曲：前嶋康明
3. Be 元気＜成せば成るっ!＞ (Instrumental) [4:08]

### 初回限定盤A付属DVD
1. Be 元気＜成せば成るっ!＞ (Night View Dance Ver.)

### 初回限定盤B付属DVD
1. Be 元気＜成せば成るっ!＞ (Close-up Berryz工房 Ver.)

## 参加ミュージシャン
Be 元気＜成せば成るっ!＞
- プログラミング：平田祥一郎

もう、子供じゃない私なのに…
- プログラミング：前嶋康明
- コーラス：CHINO